# Cueta amseli
Cueta amseli är en insektsart som beskrevs av Hölzel 1982. Cueta amseli ingår i släktet Cueta och familjen myrlejonsländor. Inga underarter finns listade i Catalogue of Life.